# Paranhos (Porto)
Pour les articles homonymes, voir Paranhos.
Paranhos est une freguesia de Porto.